# Kilcunda
Kilcunda – miasto w Australii, w stanie Wiktoria.